# Псевдореминисценция
Псевдореминисце́нция (др.-греч. ψευδο- — ложно-, лат. reminiscentia — воспоминание) — вид парамнезий, заключающийся в смещении в памяти времени событий, действительно имевших место в жизни больного. Перенос реальных событий из прошлого в настоящее. Поэтому её иногда называют «иллюзия памяти» в отличие от конфабуляции — «галлюцинации памяти». Также от конфабуляций псевдореминисценции отличаются большей стабильностью, больной повторно высказывает их. В настоящее время принято объединять конфабуляции и псевдореминисценции.
При явлении псевдореминисценций пациент заполняет пробелы в памяти тем, что на самом деле либо происходило гораздо раньше, либо ещё и с дополнением фактов, которые также когда-то происходили, но не связаны с этим событием. Также могут добавляться малозначительные факты о том, чего на самом деле не было, но, в отличие от конфабуляций и криптомнезий, они вторичны. Содержание псевдореминисценций носит преимущественно обыденный характер. Пример:

«Больной, находясь в стационаре на лечении, в течение нескольких дней заявляет, что якобы вчера ездил в Полоцк. При этом больной описывает, как только что приехал с вокзала, с утра ещё был в поезде, а вчера вечером поехал в командировку. Он действительно был в Полоцке, но в другое время».

С другой стороны, произошедшее недавно больной может воспринимать как произошедшее в более отдалённом прошлом.
Возникновение псевдореминисценций характерно для состояний, сопровождающихся гипомнезией, фиксационной амнезией (деменция, корсаковский психоз) и эпилепсии.